# Ukraina na Mistrzostwach Świata w Lekkoatletyce 2013
Ukraina na Mistrzostwach Świata w Lekkoatletyce 2013 – reprezentacja Ukrainy podczas mistrzostw świata w Moskwie liczyła 61 zawodników. Zdobyła 3 medale.

## Medaliści
| Medal | Zawodnik          | Konkurencja         |
| ----- | ----------------- | ------------------- |
|       | Bohdan Bondarenko | Skok wzwyż mężczyzn |
|       | Hanna Melnyczenko | Siedmiobój kobiet   |
|       | Olha Saładucha    | Trójskok kobiet     |

## Występy reprezentantów Ukrainy

### Mężczyźni

#### Konkurencje biegowe
| Konkurencja                   | Zawodnik                                                                | Eliminacje   | Eliminacje | Półfinał   | Półfinał | Finał        | Finał   |
| Konkurencja                   | Zawodnik                                                                | Rezultat     | Pozycja    | Rezultat   | Pozycja  | Rezultat     | Pozycja |
| ----------------------------- | ----------------------------------------------------------------------- | ------------ | ---------- | ---------- | -------- | ------------ | ------- |
| Bieg na 200 m                 | Serhij Smełyk                                                           | 20,52 (PB)   | 12. Q      | 20,42 (PB) | 10.      | NQ           | NQ      |
| Bieg na 800 m                 | Taras Bybyk                                                             | 1:49,39      | 38.        | NQ         | NQ       | NQ           | NQ      |
| Maraton                       | Wasyl Matwijczuk                                                        | —            | —          | —          | —        | 2:26:21 (SB) | 42.     |
| Bieg na 3000 m z przeszkodami | Wadym Słobodeniuk                                                       | 8:33,60      | 27.        | —          | —        | NQ           | NQ      |
| Chód na 20 km                 | Rusłan Dmytrenko                                                        | —            | —          | —          | —        | 1:22:14      | 7.      |
| Chód na 20 km                 | Andrij Kowienko                                                         | —            | —          | —          | —        | 1:23:46      | 15.     |
| Chód na 20 km                 | Iwan Łosjew                                                             | —            | —          | —          | —        | 1:26:32      | 30.     |
| Chód na 50 km                 | Ihor Hlawan                                                             | —            | —          | —          | —        | 3:40:39 (PB) | 4.      |
| Chód na 50 km                 | Serhij Budza                                                            | —            | —          | —          | —        | 3:47:36 (PB) | 13.     |
| Chód na 50 km                 | Iwan Banzeruk                                                           | —            | —          | —          | —        | DQ           | -       |
| Sztafeta 4 × 100 m            | Rusłan Pierestiuk Serhij Smełyk Ihor Bodrow Witalij Korż Emil Ibragimow | 38,57        | 12.        | —          | —        | NQ           | NQ      |
| Sztafeta 4 × 400 m            | Witalij Butrym Mihajło Knysz Jewhień Hutsol Wołodymyr Burakow           | 3:04,98 (SB) | 21.        | —          | —        | NQ           | NQ      |

#### Konkurencje techniczne
| Konkurencja    | Zawodnik           | Eliminacje | Eliminacje | Finał            | Finał   |
| Konkurencja    | Zawodnik           | Rezultat   | Pozycja    | Rezultat         | Pozycja |
| -------------- | ------------------ | ---------- | ---------- | ---------------- | ------- |
| Skok wzwyż     | Bohdan Bondarenko  | 2,29 m     | 1. q       | 2,41 m (CR, =NR) | złoto   |
| Skok wzwyż     | Jurij Krymarenko   | 2,22 m     | 19.        | NQ               | NQ      |
| Skok wzwyż     | Andrij Procenko    | 2,22 m     | 23.        | NQ               | NQ      |
| Trójskok       | Wiktor Kuzniecow   | 16,60 m    | 14.        | NQ               | NQ      |
| Skok o tyczce  | Ołeksandr Korczmid | 5,40 m     | 14.        | NQ               | NQ      |
| Skok o tyczce  | Iwan Jeriomin      | 5,40 m     | 19.        | NQ               | NQ      |
| Skok o tyczce  | Władysław Rewenko  | 5,40 m     | 21.        | NQ               | NQ      |
| Rzut oszczepem | Roman Awramenko    | 80,37 m    | 11. q      | 82,05 m          | 5.      |
| Rzut młotem    | Jewhień Winohradow | 72,90 m    | 18.        | NQ               | NQ      |
| Dziesięciobój  | Ołeksij Kasjanow   | —          | —          | DNF              | -       |

### Kobiety

#### Konkurencje biegowe
| Konkurencja                   | Zawodniczka                                                                                             | Eliminacje   | Eliminacje | Półfinał     | Półfinał | Finał        | Finał   |
| Konkurencja                   | Zawodniczka                                                                                             | Rezultat     | Pozycja    | Rezultat     | Pozycja  | Rezultat     | Pozycja |
| ----------------------------- | --- | ------------ | ---------- | ------------ | -------- | ------------ | ------- |
| Bieg na 100 m                 | Natalija Pohrebniak                                                                                     | 11,28        | 16. q      | 11,36        | 18.      | NQ           | NQ      |
| Bieg na 100 m                 | Ołesia Powch                                                                                            | 11,41        | 23. q      | 11,43        | 22.      | NQ           | NQ      |
| Bieg na 200 m                 | Marija Riemień                                                                                          | 22,63        | 2. Q       | 22,70        | 6. Q     | 22,84        | 7.      |
| Bieg na 200 m                 | Jelizaweta Bryzhina                                                                                     | 22,84        | 11. Q      | 22,87        | 12.      | NQ           | NQ      |
| Bieg na 200 m                 | Chrystyna Stuj                                                                                          | 22,86 (SB)   | 13. Q      | 22,98        | 14.      | NQ           | NQ      |
| Bieg na 400 m                 | Natalija Pyhyda                                                                                         | 51,17 (SB)   | 9. Q       | 51,02 (PB)   | 11.      | NQ           | NQ      |
| Bieg na 800 m                 | Natalija Łupu                                                                                           | 1:59,59 (SB) | 6. Q       | 1:59,43 (SB) | 3. Q     | 1:59,79      | 7.      |
| Bieg na 800 m                 | Olha Lachowa                                                                                            | 2:00,98      | 19.        | NQ           | NQ       | NQ           | NQ      |
| Bieg na 100 m przez płotki    | Anna Płoticyna                                                                                          | 13,30        | 27.        | NQ           | NQ       | NQ           | NQ      |
| Bieg na 400 m przez płotki    | Hanna Titimeć                                                                                           | 55,50        | 11. Q      | 54,63 (PB)   | 6. Q     | 54,72        | 4.      |
| Bieg na 400 m przez płotki    | Hanna Jaroszczuk                                                                                        | 55,73        | 12. q      | 54,92        | 7. q     | 55,01        | 6.      |
| Bieg na 3000 m z przeszkodami | Walentyna Żudina                                                                                        | 9:37,79      | 11. Q      | —            | —        | 9:33,73      | 7.      |
| Maraton                       | Kateryna Karmanenko                                                                                     | —            | —          | —            | —        | 2:48:18(SB)  | 31.     |
| Chód na 20 km                 | Ludmyła Olanowśka                                                                                       | —            | —          | —            | —        | 1:30:48      | 12.     |
| Chód na 20 km                 | Jelena Szumkina                                                                                         | —            | —          | —            | —        | 1:31:54(SB)  | 19.     |
| Chód na 20 km                 | Olha Jakowenko                                                                                          | —            | —          | —            | —        | 1:39:58      | 56.     |
| Sztafeta 4 × 100 m            | Ołesia Powch Natalija Pohrebniak Marija Riemień Jelizaweta Bryzhina Wiktoria Piataczenko Chrystyna Stuj | 43,12        | 10.        | —            | —        | NQ           | NQ      |
| Sztafeta 4 × 400 m            | Darina Prystupa Alina Łohwynenko Natalija Pyhyda Olha Lachowa Olha Zemlak (elim.)                       | 3:29,63      | 8. q       | —            | —        | 3:27,38 (SB) | 5.      |

#### Konkurencje techniczne
| Konkurencja    | Zawodniczka              | Eliminacje | Eliminacje | Finał     | Finał   |
| Konkurencja    | Zawodniczka              | Rezultat   | Pozycja    | Rezultat  | Pozycja |
| -------------- | ------------------------ | ---------- | ---------- | --------- | ------- |
| Skok w dal     | Maryna Bech              | 6,31 m     | 25.        | NQ        | NQ      |
| Skok w dal     | Anna Kornuta             | 6,53 m     | 15.        | NQ        | NQ      |
| Trójskok       | Olha Saładucha           | 14,69 m    | 1. Q       | 14,65 m   | brąz    |
| Trójskok       | Rusłana Cichocka         | 13,51 m    | 16.        | NQ        | NQ      |
| Skok wzwyż     | Oksana Okuniewa          | 1,88 m     | 15.        | NQ        | NQ      |
| Pchnięcie kulą | Olga Gołodna             | 17,21 m    | 21.        | NQ        | NQ      |
| Pchnięcie kulą | Hałyna Obłeszczuk        | 18,04 m    | 10. q      | 18,08 m   | 9.      |
| Rzut dyskiem   | Natalija Fokina-Semenowa | 55,79 m    | 23.        | NQ        | NQ      |
| Rzut oszczepem | Hanna Haćko              | 58,63 m    | 18.        | NQ        | NQ      |
| Rzut oszczepem | Wira Rebryk              | 61,70 m    | 10. Q      | 58,33 m   | 11.     |
| Rzut oszczepem | Marharyta Dorożon        | 58,23 m    | 19.        | NQ        | NQ      |
| Rzut młotem    | Iryna Sekaczowa          | DNS        | -          | NQ        | NQ      |
| Siedmiobój     | Hanna Melnyczenko        | —          | —          | 6586 pkt. | złoto   |